# Robin Söderling
Robin Söderling (født 14. august 1984 i Tibro, Sverige) er en svensk forhenværende tennisspiller, der blev professionel i 2001. Han har igennem sin karriere (pr. september 2010) vundet 5 singletitler, og hans højeste placering på ATP's verdensrangliste er en 4. plads (jan. 2011)

## Grand Slam
Söderlings bedste Grand Slam-resultat i singlerækkerne kom ved French Open i 2009. Her nåede han overraskende helt frem til finalen, efter undervejs at have tilføjet verdensranglistens daværende nr. 1 Rafael Nadal sit første French Open nederlag i karrieren. Yderligere slog han også russeren Nikolaj Davydenko. I finalen var Söderling dog chanceløs mod schweiziske Roger Federer, og tabte i tre sæt med 1-6, 6-7, 4-6.